# Совет народных комиссаров Туркестанской АССР
Совет Народных Комиссаров Туркестанской АССР (СНК ТурССР, каз. Түркістан Автономиялық Совет Социалистік Республикасының халық комиссарлары советі) — высший государственный орган управления Туркестанской Автономной Советской Социалистической Республики.
Дата создания — 12 октября 1920 года как исполнительный и распорядительный орган КирЦИКа, 15 июня 1925 года переименован в Совет Народных Комиссаров Туркестанской АССР (Совнарком КАССР), 5 декабря 1936 года — в Совнарком Туркестанской ССР. Упразднён 15 марта 1946 года в связи с образованием Совета Министров Туркестанской ССР.

## Руководство

### Председатели Совнаркома
Председатели Совнаркома Киргизской АССР:
Председатели Совнаркома Туркестанской АССР:
Председатели Совнаркома Туркестанской ССР:

## Народные комиссары иностранных дел
1. Колесов Федор Ив. (1891), и. о. наркома (1.12.1917-
2. Чегодаев Павел Вас., врио. (=12.1917=)
3. Баржанов Б. М. (1885) — врио (=01.1918=) — ? уточнить
4. Домогатский (1.05.1918- /возможно, был и ранее/
5. Богоявленский Е. Е. — врио (=05, 1.07.18=)
6. Крымов Х. Э. врио. (=07.1918=)
7. Малкоф А. Н. (?-1919) (1918)
8. Богоявленский Евг. Евг. (1885) (29.01.1919-3.10.1919)
9. Турсун-Ходжаев Сагдулла (1890/91-?) нарком (?-10/11.1919)
10. Голубь Александр Наум. (1885—1969) зам. (1919)
11. Файзулин Искандер Хасанович (1896) врид. зам. наркома (11?18-4?19)

## Наркомат земледелия (с 1921 Наркомат водного и сельского хоз-ва?)
1. Домогатский Павел Алексеевич (1886—1938) — наром (22.11.1917-
2. Гудович Абрам Леонтьевич (1880) врид. (=27.01.1918=)
3. Романов нарком (27.01.1918-=04.18=)
4. Главенеков, нарком (1.05.1918- /возможно, был и ранее/=25.07.18=
5. [Фотеев И] — нарком (=6.19=)
6. Гудович В. — нарком (=10.19=)
7. Ливенцов (=31.12.19=)
8. Максимов — врио (=26.06.20=)
9. Алиев Х(асан?), нарком (?-7.08.1920)
10. Атабаев К. С., нарком (08.1920-
11. Асфендияров, нарком (09/10.1920 — =1.12.20-07.21=)
12. Хидыр-Алиев Иногамджан (1891—1928) нарком (12.1922-23)/=11.22=
13. Ходжанов — нарком (=03.24=)

## Наркомат для особых поручений
1. Успенский Конст. Як. (1874—1938), нарком (27.11.1917-18?)
2. Михалевский Мих. Моисеевич (?-1920), нарком (уп. 11.1919)

## Наркомат национальностей (создан 10.08.1918 —
1. Ашур-Ходжаев Т. (1.05.1918- /возможно, был и ранее/ /=6.18=
2. Богоявленский Евг. Евг. (1885) нарком (1919-10.1919)
3. Турсун-Ходжаев Сагдулла (1890/91-?) нарком (1919)
4. Касымходжаев Султанходжа (1874), нарком (1922)
5. Османов Садвакас (1898), член коллегии (1919-20)

## НКВД
1. Габитов (1.05.1918- /возможно, был и ранее/
2. Малкоф А. Н., нарком (1918-20.01.1919)
3. Богоявленский Евг. Евг. (1885) нарком (29.01.19-31.03.19)
4. Зибаров Мих. Ив. (31.03.-08?.1919) (=11.06.19=)
5. Жуков — врио (=4.08.1919=)
6. Турсун-Ходжаев Сагдулла (1890/91-?) нарком (1919)
7. Билик Василий Павлович, нарком (1919)
8. Исламов Адил Каримович (1887), нарком (=02.20= и с 08.1920-
9. Ходжанов Султанбек, нарком (1920-21)
10. Аралбаев Бек-Айдар Джантуринович (1893—1952), нарком (=10.22-12.23=-12.24)

## Наркомат юстиции — прокурор
1. Залесский В.В, (21.11.1917-27.01.1918)
2. Колесов Федор Ив. (1891), и. о. наркома (1.12.1917-
3. Сидоров А. С., нарком (27.01.1918-1.05.1918)
4. Казаков А. А., нарком (1.05.1918- ?)
5. Мухамеджанов А. (3.11.1918-31.03.1919)
6. Сидоров А. С. нарком (31.03.1919-3.10.1919)
7. Апин Иван Андреевич (1877—1938) и.д. (с 04.19? =5.19=)
8. Капкаев (Абдулла, 1898???) — нарком (3.10.1919-12.03.1920)
9. Ибрагимов Хусаин нарком (уп. 10.1919) (12.03.1920-26.09.1920)
10. Устабаев Д.М, нарком (12.1920-11.22) (12.23?=)
11. Мирон — врио наркома (уп 09.22)
12. Васильев — врио нарком (23)??? — уточнить
13. Дадабаев Бутабай (18891-1938) нарком (05.1923-9.01.1924)
14. Газиев Исхак (1896), нарком (9.01.1924-18.11.1924)

## Наркомат продовольствия (упразднен в конце 1923)
1. Палатханов — крайкомпрод (=1.18=)
2. Пе́ршин Александр Яковлевич (1874—1919) нарком (03.1918-
3. Казаков Аристарх Андреев. (1879—1963) нарком (1918-19)
4. Поваров К. П., нарком (?-15.08.1919)
5. Ляпин В., нарком (=4.09.19=)
6. ШИРИНСКИЙ Павел Степанович (=8.20=)
7. Долженко Вас. Никол. (1881—1928), нарком (26.09.1920-03.21)
8. Малютин Дмитрий Петрович (1889—1938), нарком (1921)
9. Исламов (Шаисламов) Шарустам (1899—1938), нарком ?
10. Розенталь Карл Федор. (1886) нарком (09-11.1922)?
11. Троцкий Борис Ильич (1879) нарком (11.1922-=12.1923=)
12. Волженский Иван Дм. (1882) нарком /20-23/

## Наркомат просвещения (с 1.05.1918 — образования)
1. Краевой совет народного образования (с 23.03.1918
2. Успенский Конст. Як. (1874—1938), нарком (1.12.1917-=5.18=)
3. Сорокин М. П. нарком (1918-18.09.1918)
4. Козмополов П. П., нарком (18.09.1918-
5. Билик Василий Павлович, нарком (1918-19)
6. Абдусаттаров С — нарком (=5.19=)
7. Эфендиев [(Эфенди-заде) Мамед-Эмин] нарком (=10.1919=)
8. Тюрякулов Назир (1892—1938), нарком (18.04.1920-06.1920)
9. Шаги-Ахмадиев — нарком (10.1920-=1.12.20=)
10. Ходжанов Султанбек, нарком (=10.22=)
11. Сергазиев А., нарком (7.08.1923-=09.23=)
12. Ишан-Ходжаев Усман-хан (1899) нарком (05.1924-не позднее 08.24)

## Наркомат финансов
1. Ренесланц Яков Христофор. (1887), (1.05.1918- /возможно, был и ранее/-?)
2. Качуринер Мих. Самуил. (1897—1919), нарком (06?1918-08?1918)
3. Голятовский Казимир Павл. (1895) нарком (1919-20)
4. Измайлов (Гуревич) С.М., нарком (9.01.1920-=1.12.20=)
5. Карклин Роберт Янович (1892—1938), уполномоченный НКФ РСФСР — нарком (03.1921-12.22)
6. Гольдберг С. Л., уполномоченный НКФ РСФСР (11.1923-?), нарком (=3.24=)

## Наркомат труда
1. Полторацкий (1.05.1918- /возможно, был и ранее/
2. Качуринер Мих. Самуил. (1897—1919), нарком (08.1918-10.18?)
3. Бретт М. М., нарком (08.1920-=1.12.20, 09.22, 5.23=)
4. Щербаков-Варейкис М. З., врид. наркома (=09.23=)
5. Панафидин — нарком (=03.24=)

## Наркомат здравоохранения (народного здравия с 11.1917-
1. Баранкин Николай Федор. нарком (22.11.1917-11.1917) был наркомом 1 неделю
2. Успенский Конст. Як. (1874—1938), нарком (и. о. 23-26.11.1917 и 7.12.1917-18)
3. Турсун-Ходжаев Сагдулла (1890/91-?) нарком (30.04.1918 -=07.= 1011.1918)
4. Рыскулов Турар (1894—1938) нарком (10.11.1918-12.1918)
5. Трофимов Георгий Ив. (1892) нарком (11/12.1918-01/02.1919)
6. Орлов Иван Ив., нарком (01/02.1919-=5.1919=-18.10.1919), сдал дела 20.10
7. Геллер Лев Наум. (1875—1942) уполномоченный НКЗ РСФСР (1919-
8. нарком (10.01.1920 — 12.03.1920 и 26.09.1920 — 01.1921)
9. Асфендияров Санжар (18//20.10.1919-9.01.1920 и 21.07.1920-09/12.1920?)
10. Тракман Максим Густалович (1890), нарком (29.11.1921-22)
11. Гельфгот Лев Осип. (1888), нарком (08.1921-=09.1922=-03.23);
12. Асфендияров Санжар — нарком (04.1923-=12.23=) (19.03.1924-23.11.1924)
13. Сейфуль-Мулюков Гызетдин — нарком (?)

## Наркомат социального обеспечения
1. Камынин, нарком (08.1920-
2. Познер Виктор Маркович (1877—1957), нарком (1.12.20)
3. Волков, нарком (=9.22=)
4. Перлиев Чары, нарком (=10.22-4.23=)
5. Шаабдурасулев Назритдин Фахретдинович (1898) нарком (1922/23)
6. Горбунов Анисим Архип. (1891) нарком (09.1922-12.23)

## Наркомат РКИ
1. Каганович Лазарь Моис., нарком (1.12.20) (лето 1920-21)
2. Хамутханов Ганихан (1891) нарком (05.1921-14.11.1923)
3. Бисеров Мухамеджан (1899—1938) — зам. — врио (=03.24=)
4. Карп Борис Борисович (1894), нарком (1924)

## Наркомат по гражданско-административной части
1. Агапов Василий Ефим. (1884—1925) — нарком (1918)

## Наркомат путей сообщения, почт и телеграфов
1. Колесов Федор Ив. (1891) нарком (23.11.1917-1.05.1918), фактически до 28.01.1918
2. Дубицкий (04.1918-
3. Казарин И. Ф. — врид наркома (01-03.1919)
4. Кобозев — комиссар ТурПута (03.1919-=5-6.19=)
5. Барский Борис Евсеевич (1890—1937) (1919)
6. Лучников (1919 — /=10.19=/

## Наркомат почт и телеграфов
1. Богаров (1.05.1918-
2. Биллер — врид (=5.1919=)
3. Беленко Вас. Викт. (1897—1938) нарком (ок 19/20)
4. Розенталь Карл Федор. (1886), нарком (конец 1919?-=21=-11.22)
5. Дорофеев Леонид Павлович (1890—1938) (10.22-18.11.24; уполном. наркомата почт и телеграфов СССР в Средней Азии 07.23-05.25;

## Наркомат путей сообщения
1. Богоявленский Е. Е. врио наркома (уп. 04.18)
2. Дубицкий Евдоким Прохорович (1887—1919), нарком (04.1918-20.01.1919)
3. Кравец — уполномоч. НКПС по ТашкентЖД (?-07.25)
4. Богоявленский Е. Е. — товарищ наркома (27.01.18-04.18)
5. Саликов Дм. Павл. (1886) зам. наркома (1.04.-1.10.1919), член коллегии (20.08.1918-1.04.1919)
6. Солькин А.Ф, — зам. (=03.1918=)
7. Шумилов Н. В. — зам. (18/19)
8. Уланов-Зиновьев — уполномоченный НКПС СССР по САЖД (11.24-
9. Павловский — врид. нач. округа ПС (=5.22=)

## Наркомат промышленности/ торговли и промышленности/пред. Совета народного производства Туркестана
1. Черневский Николай Ив. (1865), нарком (1.05.1918-27.11.1918?? или 1919)
2. Малахов Ив. Ив. (1891), член коллегии (1919-21) /НК промышленности/

## Наркомат торговли
1. Карп Борис Борисович (1894), член коллегии (1924)

## Наркомат внутренней торговли
1. Паскуцкий Николай Антон. (1894—1938) нарком (07-11.1924 г.);
2. Мухаметдинов, член коллегии НКВТ (09.1924-

## Наркомат внешней торговли
1. Лавров Бор. Вас. (1886) — уполном. (09.21-04.23 и =09.23=)
2. Межлаук Ив. Ив. — уполном (08.1924-